# Piazza delle Erbe (Mantua)

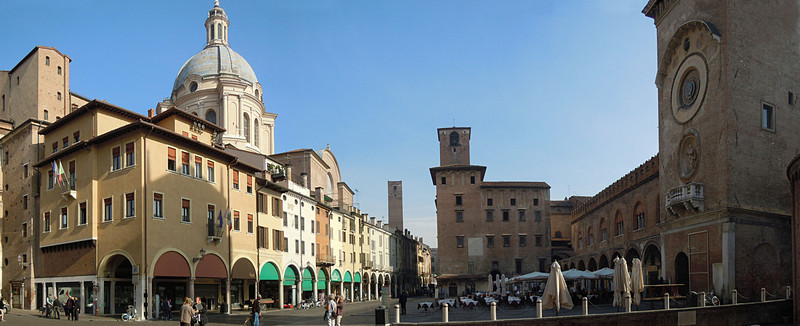
Piazza delle Erbe

Die Piazza delle Erbe (oder einfacher Piazza Erbe) ist einer der Plätze von Mantua.

## Geschichte und Beschreibung
Er entstand, als die Kommunalstadt gegen Ende des 12. Jahrhunderts begann, sich über den Voltone di San Pietro hinaus auszudehnen, also über die antike römische Stadt hinaus, die auf dem damals bebauten Gebiet der heutigen Piazza Sordello bestand.
Ein großes Stück Land an der Ostseite des Klosters Sant’Andrea wurde als Forum Boarium für den Viehmarkt genutzt. Nach der Verlegung des Viehmarktes an einen peripheren Ort wurde der Platz vor der Via di Sant’Andrea, der heutigen Via Broletto, auf dem bereits an Händler vermietete Läden errichtet worden waren, durch den Palazzo del Podestà (auch Palazzo del Broletto genannt) in zwei Teile geteilt und zum Verwaltungszentrum der Gemeinde umfunktioniert. An der Ostseite des Teils, der zur Piazza delle Erbe werden sollte, wurde der Palazzo della Ragione errichtet. Der entstehende Platz wurde bereits von der Rotonda di San Lorenzo überragt, einer Architektur, die von Mathilde von Canossa in Auftrag gegeben wurde und deren runde Struktur an die Heilig-Grab-Ädikula erinnert und damit seine Hilfsfunktion gegenüber dem Blut Christi, das in der nahe gelegenen Basilika Sant’Andrea (Mantua) aufbewahrt und verehrt wird, verstärkte.
Mit der Herrschaft der Bonacolsi und später der Gonzaga verlagerten sich das Verwaltungszentrum und die politische Macht auf die neu erbaute Piazza San Pietro (heute Piazza Sordello). Die mittelalterlichen Gebäude der Piazza Erbe wurden im Laufe der Jahrhunderte immer wieder umgebaut und renoviert. Die Häuserreihe, in der die Kaufleute der Stadt untergebracht waren, wurde mit Säulengängen im Stil der Spätgotik und der Renaissance geschmückt. Im Jahr 1455 wurde die Casa del Mercante errichtet. Giovan Boniforte da Concorezzo erbaut, das einzigartig mit Terrakotta im Spätgotik- und venezianischen Stil verziert ist, was vor allem an den Spitzen an den Fenstern erkennbar ist. Das Haus von Boniforte, das von dem Torre del Salaro aus dem 14. Jahrhundert überragt wird, bestätigt das Nebeneinander verschiedener Architekturen.
Luca Fancelli, der florentinische Architekt, der am Bau der Basilika Sant’Andrea nach dem Entwurf seines Meisters Leon Battista Alberti mitwirkte, prägte den Platz im Stil der Renaissance. Fancelli arbeitete am Palazzo del Podestà, baute die Säulengänge vor dem Palazzo della Ragione um und entwarf den Uhrenturm, für den er Bartolomeo Manfredi, einen Experten für Astrologie, mit dem Bau der astronomischen Uhr beauftragte. Das Erdbeben vom 29. Mai 2012 setzte den Monumenten auf der Piazza stark zu, insbesondere dem Palazzo della Ragione und dem Torre del Salaro oberhalb des Kaufmannshauses. Letzterer wies bereits zuvor einen langen vertikalen Riss in der Seite des Gebäudes auf, der aber durch das Erdbeben noch verstärkt wurde. Die Casa della Cervetta ist ein historisches Gebäude, das sich seit dem Duecento im Besitz der Familie Strada befand und an die Basilika Sant’Andrea angelehnt war. Es wurde später von der Familie Gropparello erworben und im Jahr 1495 schließlich von dem Architekten Luca Fancelli.

## Bilder

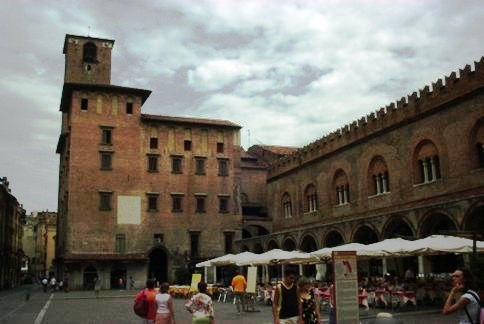
Details: Palazzo del Podestà und Palazzo della Ragione
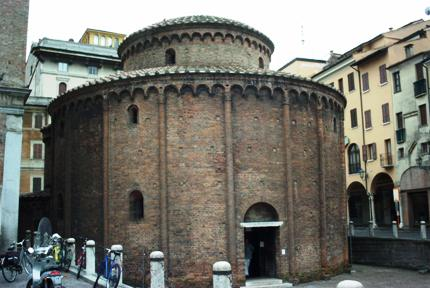
Rotonda di San Lorenzo
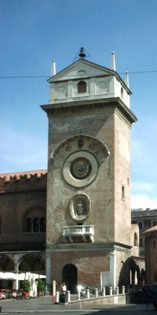
Orologio Astronomico
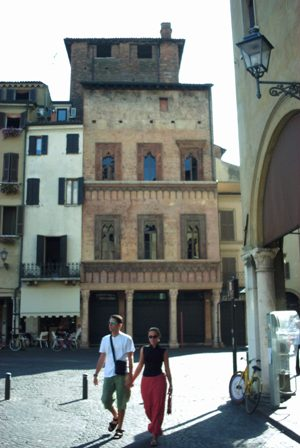
Casa del Mercante
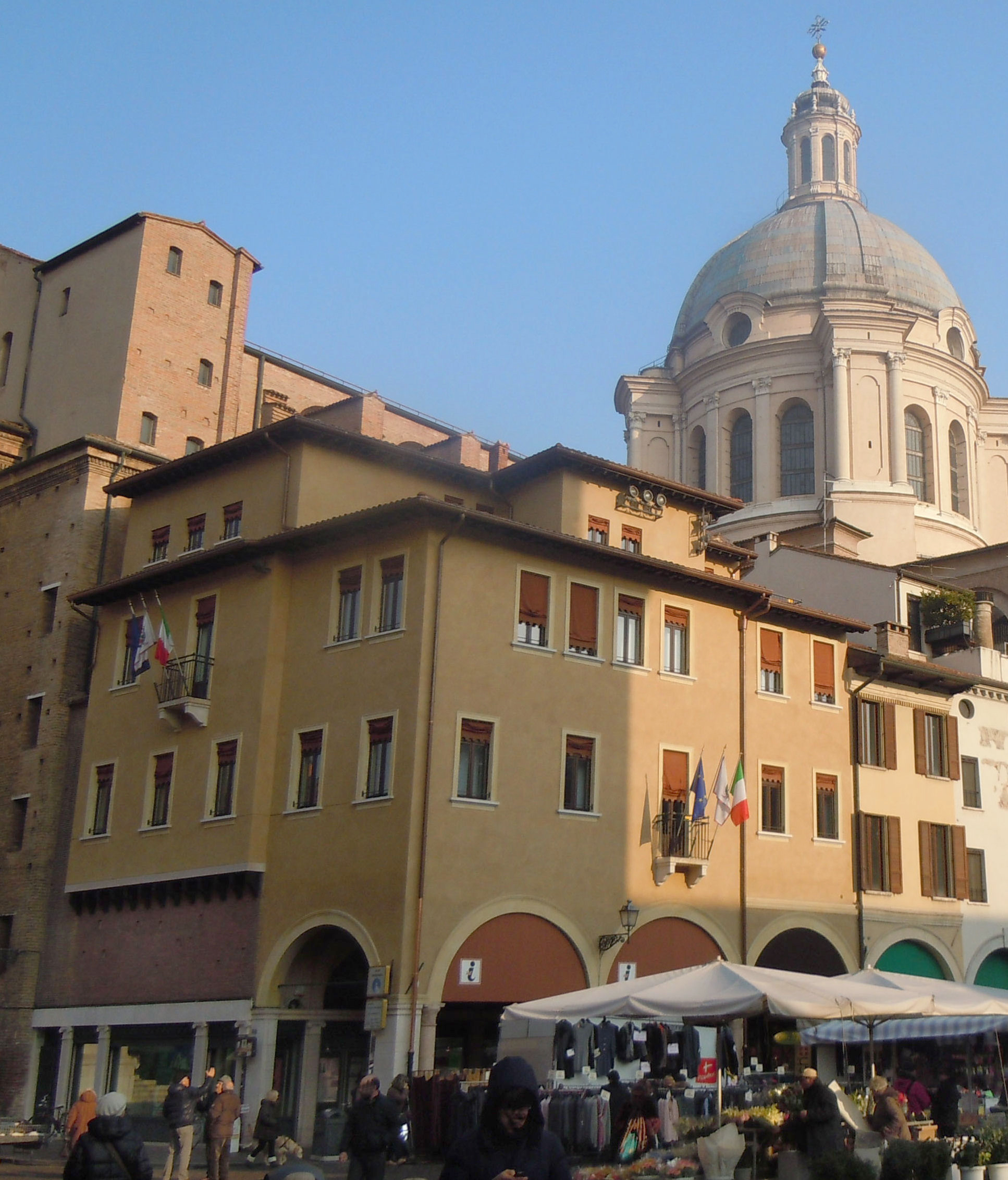
Casa della Cervetta

## Literatur

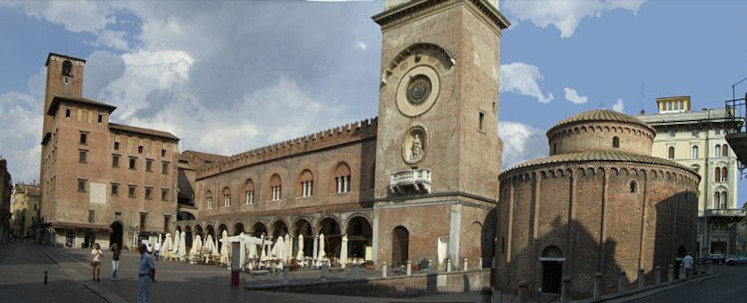
Piazza delle Erbe